# Tresus allomyax
Tresus allomyax is een tweekleppigensoort uit de familie van de Mactridae. De wetenschappelijke naam van de soort is voor het eerst geldig gepubliceerd in 2000 door Coan & Valentich-Scott.